# Высшая духовная семинария (Ломжа)
Высшая духовная семинария, полное наименование — Высшая духовная семинария имени Иоанна Павла II (пол. Wyższe Seminarium Duchowne w Łomży) — государственное высшее учебное заведение, католическая духовная семинария, находящаяся в городе Ломжа, Польша. Семинария готовит священников для епархии Ломжи.

## История
Семинария была основана в 1919 году епископом Ломжи Ромуальдом Ялбжиковским для части августовской епархии. Первоначально семинария располагалась в здании на перекрёстке улиц Дворовской и Гельчинской. В 1923 году епископ Ромуальд Ялбжиковский приобрёл для семинарии здание на площади Сенкевича (сегодня — площадь Иоанна Павла II).
В 1925 году Святой Престол образовал епархию Ломжи и семинария приобрела статус епархиальной.
5 июня 1991 года Римский папа Иоанн Павел II посетил семинарию. В ознаменовании этого посещения возле семинарии был установлен памятник Иоанну Павел II авторства Густава Землы. 13 октября 2005 года по решению епископа Станислава Стефанека семинарии было присвоено имя Иоанна Павла II.

## Ректоры
- Генрик Бетто (1919—1944);
- Юзеф Перковский (1945—1966);
- Миколай Сасиновский (1967—1970);
- Тадеуш Завистовский (1970—1973);
- Здзислав Гарбовский (1973—1974);
- Влодзимеж Вельгат (1975—1982);
- Эдвард Самсель (1982—1983);
- Антоний Бошко (1983—1991);
- Анджей Мялховский (1991—2006);
- Войцех Новацкий (2006—2012);
- Ярослав Котовский (с 2012 года — по настоящее время).